# Publius Cornelius Scipio Aemilianus
Publius Cornelius Scipio  Aemilianus (185 f.Kr. – 129 f.Kr.), også blot kendt som Scipio Aemilianus eller Scipio Africanus Minor, var en romersk general og statsmand, der var kendt for sine militære bedrifter under den Tredje Puniske Krig mod Karthago og under den Numantinske Krig i Hispania. Han ledede det endelige sejr af Karthago og overså ødelæggelsen af byen Karthago. Han vendte efter sejren over Karthago tilbage til Rom, hvor han modtog en triumf og tilnavnet (agnomen) Africanus – præcis ligesom hans adoptivbedstefar (Scipio Africanus) havde fået.
Han var en fremtrædende mæcen for forfattere og filosoffer, hvoraf den mest berømte var den græske historiker Polybios. Scipio Aemilianus fik en central position i det politiske liv i Rom efter sine militære succeser. I politik var han modstander af det populistiske reformprogram fra sin myrdede svoger (bror til hans kone Sempronia), Tiberius Gracchus.

## Familie
Scipio Aemilianus var den anden søn af Lucius Aemilius Paullus Macedonicus – der kommanderede det sejrrige romerske felttog under den Tredje Makedonske Krig – og hans første kone, Papiria Masonis. Scipio Aemilianus blev adopteret af sin fætter, Publius Cornelius Scipio, som var den ældste søn af hans tante Aemilia Tertia og hendes mand Publius Cornelius Scipio Africanus. Sidstnævnte var den anerkendte general, der blandt andet vandt der afgørende slag under den Anden Puniske Krig mod Hannibal. Dette gjorde Scipio Africanus til adoptivbedstefar for Scipio Aemilianus. Ved adoptionen blev han Publius Cornelius Scipio Aemilianus og overtog sin adoptivfars navn, men beholdt Aemilianus som et fjerde navn for at angive sit oprindelige nomen (slægtsnavn). Hans ældre bror blev adopteret af en søn, eller barnebarn, af Quintus Fabius Maximus Verrucosus, der var en anden fremtrædende general og statsmand under den Anden Puniske Krig – hans navn blev derfor Quintus Fabius Maximus Aemilianus.

## Militær karriere

### Tredje Puniske Krig (149–146 f.Kr.)
Selvom Karthagos magt var blevet brudt med deres nederlag under den Anden Puniske Krig, var der stadig en vedvarende bitterhed i Rom. Cato den Ældre afsluttede enhver tale med: "Karthago må ødelægges". I 150 f.Kr. blev der appelleret til Scipio Aemilianus, af karthagerne, om at fungere som mægler mellem dem og den numidiske prins Masinissa, som – støttet af den anti-karthagiske fraktion i Rom – konstant trængte ind på karthagisk territorium. Efter at have vundet den Anden Puniske Krig havde Rom bestemt, at Karthago ikke måtte forsvare sig militært uden først at søge Roms tilladelse. Rom fortolkede Karthagos forsvar af sig selv mod numiderne som en overtrædelse af denne aftale. I 149 f.Kr. erklærede Rom derfor krig, og en styrke blev til Karthago for at belejre byen.
I krigens tidlige faser led romerne gentagne nederlag. Scipio Aemilianus var militærtribun (højere officer) og udmærkede sig gentagne gange: Efter et mislykket romersk angreb ind i selve Karthago var det Aemilianus, der forhindrede en katastrofe ved at dække hærens tilbagetrækning fra byen. Da karthagerne iværksatte et overraskende natangreb på konsul Censorinus' lejr, var det Aemilianus, der samlede en del af kavaleriet, førte dem ud af en bagport og angreb karthagerne i flanken, hvilket drev dem tilbage til byen og genoprettede situationen. Mens han indsamlede forsyninger fra landet, var Aemilius en af de få, der formåede at forhindre, at hans forsyningstropper blev overfaldet i et baghold. Da karthagerne iværksatte endnu et overraskende natangreb på et fort, der beskyttede de romerske transportskibe, var det Aemilianus, der førte sine mænd ud og drev angrebsstyrken tilbage ved hjælp af en snedig krigslist. Under et romersk angreb på Hasdrubals styrker nær Nepheris forhindrede han igen en katastrofe ved at standse det karthagiske modangreb, der ramte den romerske hær, da den var i en ufordelagtig position.
I 147 f.Kr. blev han valgt til konsul, selvom han stadig var under den minimumsalder, der krævedes ved lov for at beklæde dette embede. Uden den sædvanlige procedure med lodtrækning blev han tildelt krigsskuepladsen i Afrika. Efter et år med desperate kampe og stædigt heltemod fra forsvarernes side indtog han byen Karthago og tog omkring 50.000 overlevende til fange (omtrent en tiendedel af byens befolkning). I overensstemmelse med Senatets mandat beordrede han byen evakueret, brændte den ned, jævnede den med jorden og pløjede den over, hvilket afsluttede den Tredje Puniske Krig. Man troede tidligere, at han også saltede jorden, men moderne forskere har ikke fundet beviser for dette. Ved sin tilbagevenden til Rom modtog han en triumf og havde dermed også etableret et personligt krav om at få tildelt agnomen Africanus. I henhold til Plinius den Ældre blev han også tildelt græskransen i Afrika under krigen.